# Extriplex
Extriplex ist eine Pflanzengattung aus der Unterfamilie Chenopodioideae in der Familie der Fuchsschwanzgewächse (Amaranthaceae). Sie wurde 2010 beschrieben und enthält zwei Arten aus Kalifornien, die früher zur Gattung Atriplex gestellt wurden.

## Beschreibung

### Erscheinungsbild und Blätter
Die Extriplex-Arten sind einjährige oder ausdauernde krautige Pflanzen, die aufrecht, ausgebreitet oder niederliegend wachsen, und Wuchshöhen von 10 bis 100 Zentimeter erreichen. Junge Pflanzen sind mehlig, die älteren verkahlen oder wirken beschuppt. Die jung gestreiften, später strohfarbigen Sprossachsen sind stark oder schwach verzweigt.
Die wechselständigen (unten manchmal fast gegenständigen) Laubblätter können sitzend oder gestielt sein. Die grünen oder gräulichen Blattspreiten sind bei einer Länge von 4 bis 70 Millimeter und einer Breite von 2 bis 40 Millimeter dreieckig bis eiförmig-rhombisch oder lanzettlich bis elliptisch. Der Blattrand ist unregelmäßig bogig-gezähnt oder ganzrandig. Die Blattanatomie entspricht dem "normalen" (nicht-Kranz)-Typ der C3-Pflanzen.

### Blütenstände und Blüten
Die Extriplex-Arten sind einhäusig (monözisch) getrenntgeschlechtig. In blattachselständigen Blütenständen stehen männliche und weibliche Blüten meist gemischt, in den endständigen, scheinährigen oder rispigen, unterbrochenen oder dichten Blütenständen dagegen oft getrennt. Die männlichen Blüten (mit Vorblatt) besitzen eine Blütenhülle aus vier abgerundet-dreieckigen, im unteren Viertel bis zur Hälfte miteinander verbundenen Tepalen von 1 Millimeter Länge mit kapuzenartiger Spitze. Vor den Tepalen stehen vier Staubblätter, die einem Diskus entspringen. Die Staubbeutel ragen nicht aus der Blüte heraus.
Die weiblichen Blüten sitzen zwischen zwei Vorblättern (Brakteolen), sie haben keine Blütenhülle und bestehen nur aus einem Fruchtknoten mit zwei fadenförmigen, herausragenden Narben.
Die Extriplex-Arten blühen in ihrem natürlichen Verbreitungsgebiet von April bis November.

### Früchte und Samen
Zur Fruchtzeit wachsen die umhüllenden Vorblätter auf 3 bis 4,5 Millimeter Länge und 2 bis 3 Millimeter Breite heran. Sie sind frei oder in der unteren Hälfte miteinander verbunden. Ihre Form ist eiförmig, fast rund oder dreieckig, ganzrandig und am Ende zugespitzt. Ihre Oberfläche kann dicht beschuppt, glatt oder gerippt sein. Die reife Frucht, die von den Vorblättern umschlossen bleibt, fällt nicht ab. Sie ist fast kugelförmig oder seitlich zusammengedrückt, ihre häutige Fruchtwand ist frei oder haftet nur locker am Samen. Der vertikal stehende Samen hat eine schwarze bis dunkelbraune, glatte und glänzende, harte Samenschale. Der ringförmige Embryo umgibt das reichlich vorhandene, mehlige Endosperm.

### Chromosomensätze
Als Chromosomenzahlen werden n = 9 (haploid) und 2n = 18 (diploid) angegeben.

## Vorkommen
Die Gattung Extriplex ist nur im Mittelmeerklima an der Pazifikküste der USA (Kalifornische Florenprovinz) und in den Küstenwüsten von Baja California heimisch. Sie kommt im Kalifornischen Längstal (Central Valley) und den Tälern des inneren Küstengebirges vor und ist nördlich von San Francisco bis zur Isla de Cedros (Baja California) verbreitet.
Extriplex besiedelt sandige Küsten, Buschland und Salzmarschen. Die beiden Arten unterscheiden sich in ihren Wuchsorten: Extriplex californica bildet oft reine Bestände in küstennahen Lebensräumen und wächst häufig auf Sandboden. Extriplex joaquinana ist dagegen im Inland in Gebüschen oder Grasland auf alkalischem Boden zu finden.

## Systematik
Die Erstbeschreibung der Gattung Extriplex erfolgte 2010 durch Elizabeth H. Zacharias (In: A Molecular Phylogeny of North American Atripliceae (Chenopodiaceae), with Implications for Floral and Photosynthetic Pathway Evolution. In: Systematic Botany 35 (4), S. 839–857). Die Gattung wurde aufstellt, um zwei Arten von der Gattung Atriplex abzutrennen, die sich als phylogenetisch eigenständig erwiesen hatten. Der Gattungsname leitet sich von der lateinischen Vorsilbe "ex" (= aus, heraus) sowie dem Gattungsnamen Atriplex ab. Die Typusart ist Extriplex joaquinana.
Synonyme für Extriplex E.H. Zacharias sind Atriplex [ohne Rang] Californicae Standl. und Atriplex subsect. Californicae (Standl.) S.L. Welsh.
Extriplex gehört zur Tribus Atripliceae der Unterfamilie Chenopodioideae in der Familie Amaranthaceae.
Die Gattung umfasst zwei Arten:
- Extriplex californica (Moq.) E.H.Zacharias (Syn.: Atriplex californica Moq.): Diese Art wird  "California saltbush"[1] oder "California orach"[2] genannt.
- Extriplex joaquinana (A.Nelson) E.H.Zacharias (Syn.: Atriplex joaquinana A.Nelson): Diese Art wird als "San Joaquin saltbush"[3] und "San Joaquin orach"[4] bezeichnet.